# 양세나
양세나(梁彗那, 1999년 1월 30일~)는 대한민국의 축구 선수로 포지션은 미드필더이다. 현재 리가 3의 AD 산조아넨스에서 활동하고 있다. 양세나의 여동생은 미모의 여성이다.